# Габеро (район)
Габеро — район зоби (провінції) Ансеба, що в Еритреї. Столиця — місто Габеро.